# IC 1101
IC 1101 е свръхгигантска елиптична галактика в центъра на галактическия куп Abell 2029. Тя се намира на разстояние 1,04 милиарда светлинни години от Земята в съзвездие Дева и е класифицирана като галактика от клас cD.

## Размери
Галактиката има диаметър приблизително 6 милиона светлинни години и е най-голямата известна галактика по параметъра ширина. IC 1101 е повече от 50 пъти по-голяма от Млечния път и над 2000 пъти по-масивна. Ако се намираше на мястото на Млечния път, IC 1101 би включвала в себе си Големия и Малкия Магеланови облаци, мъглявината Андромеда и галактиката Триъгълник. IC 1101 дължи размерите си на многобройните стълкновения със значително по-малки галактики с размерите на Млечния път и Андромеда.

## История на изучаването
Галактиката е открита на 19 юни 1790 г. от британския астроном Уилям Хершел. През 1895 г. е включена от Джон Драйер в каталога IC под номер 1101, като отначало е класифицирана като мъглявина.